# Stanisław Dydo
Stanisław Dydo ps. „Steinert” (ur. 23 lutego 1922 w Brzezówce, zm. 27 listopada 1948 we Wrocławiu) – żołnierz AK i WiN, kierownik łączności wewnętrznej Obszaru Południowego WiN. W chwili śmierci w stopniu podporucznika Armii Krajowej.

## Życiorys
W latach 1929–1932 uczęszczał do szkoły powszechnej w Brzezówce, a po przeniesieniu służbowym ojca do szkoły powszechnej w Babicach k. Oświęcimia. W latach 1935–1939 uczył się w Gimnazjum im. Ks. Stanisława Konarskiego w Oświęcimiu, uzyskując małą maturę. W czerwcu 1939 zdał egzaminy do Liceum Mechanicznego w Katowicach.
Po agresji III Rzeszy na Polskę  we wrześniu 1939 uczestniczył w organizowaniu obrony przeciwlotniczej w Babicach. Jako uchodźca wojenny dotarł z rodziną pod Kock, po agresji ZSRR na Polskę powrócił do Babic,  pracował w drogerii w Oświęcimiu jako laborant-fotograf. W 1940  wstąpił do Związku Walki Zbrojnej (ZWZ),  kolportował prasę podziemną i gromadził broń.  6 marca 1941 wysiedlony wraz z rodziną z Oświęcimia do Tarnowa. W latach 1942–1943 uczestniczył w zajęciach tajnego nauczania i konspiracyjnego kursu podchorążych. Po jego ukończeniu objął dowództwo plutonu dywersyjnego w Placówce Ropczyce I Obwodu Dębickiego Armii Krajowej, prowadził instruktaż wojskowy, organizował akcje specjalne. 
W maju 1944. przeszedł do ośmioosobowej bojówki dyspozycyjnej Podobwodu Sędziszów Małopolski AK. Przeprowadzał akcje uwalniania więźniów z niemieckich transportów, zdobywania sprzętu technicznego i broni dla miejscowych struktur AK, wykonywał zadania rozpoznawcze. W czerwcu 1944 w Brzeźnicy dowodził odbiciem 12 więźniów z rąk  Niemców. Kilka dni później na czele grupy dywersyjnej z Witkowic, zdobył 12 aparatów nadawczo-odbiorczych z niemieckiego magazynu szkoły ogrodniczej w Ropczycach. 
Na początku akcji Burza  był dowódcą grupy dyspozycyjnej przy dowództwie I rejonu walki (Sędziszów-Gnojnica-Chechły). 31 lipca 1944 uczestniczył w akcji wysadzenia torów kolejowych na linii Ropczyce-Brzezówka. W sierpniu walczył w II rejonie zgrupowania mjr. Adama Lazarowicza ps. „Klamra” przy odpieraniu niemieckiego szturmu na wzgórzu Kałużówka pod Dębicą. 
Od września 1944 do stycznia 1945, po demobilizacji oddziałów partyzanckich i ustabilizowaniu się linii frontu na Wisłoce, ukrywał się najpierw w leśnej ziemiance, następnie w Przyborowie i Grodkowicach koło Pilzna. Awansowany do stopnia podporucznika. Po przejściu frontu, w marcu 1945  wyjechał do Krakowa. Od 14 kwietnia 1945 student Studium Wychowania Fizycznego Uniwersytetu Jagiellońskiego, otrzymał stypendium ministra oświaty. 
Wiosną 1945 z polecenia mjr. Łukasza Cieplińskiego, działającego w sztabie krakowskiej „NIE”, zorganizował i prowadził wspólnie z ppor. Ludwikiem Kubikiem punkty przerzutowe dla zagrożonych aresztowaniem żołnierzy i oficerów AK z Rzeszowszczyzny, ewakuujących się na Ziemie Zachodnie. 
Od września 1945 w krakowskich strukturach WiN -  łącznik w Zarządzie Okręgu Krakowskiego, a od stycznia 1946 kierownikiem łączności wewnętrznej Obszaru Południowego. Obsługiwał punkty pocztowe dla kurierów z Okręgów wchodzących w skład Obszaru, odbierał i przekazywał przesyłki organizacyjne, zapewniał łączność między członkami Zarządu Obszaru, przewoził materiały konspiracyjne do Rzeszowa, Wrocławia i Jeleniej Góry,  udostępniał mjr. Cieplińskiemu swoje mieszkanie na odprawy i spotkania organizacyjne. 21 czerwca 1946. został aresztowany w zasadzce urządzonej przez UB w kościele Kapucynów w Krakowie na punkcie kontaktowym przeznaczonym dla kurierów z Okręgu Jelenia Góra WiN, rozbitego przez dolnośląskie UB kilkanaście dni wcześniej.
Częściowo zdekonspirowany, podczas przesłuchania przyznał się do roli łącznika. Chcąc uprzedzić możliwe postępy śledztwa, zgodził się podpisać zobowiązanie do współpracy agenturalnej z UB.
Jego zadaniem miała być pomoc w ujęciu poszukiwanego intensywnie płk. Franciszka Niepokólczyckiego, prezesa II Zarządu Głównego WiN. Po zwolnieniu Dydo natychmiast zameldował o swej sytuacji przełożonemu Ludwikowi Kubikowi „Stanisławowi”. Polecono mu zerwać kontakty organizacyjne i wysłano do Wrocławia. Przeniósł się na Dolny Śląsk, oficjalnie przerywając studia WF „z powodu wypadku”.  Od października 1946 do października 1947 r. był kierownikiem organizacyjnym odtwarzanych przez mjr. Adama Lazarowicza i mjr. Ludwika Marszałka dolnośląskich struktur WiN. Studiował na Uniwersytecie i Politechnice Wrocławskiej na Wydziale Prawno-Administracyjnym. Był kierownikiem sekcji lekkoatletycznej Akademickiego Związku Sportowego we Wrocławiu.
10 października 1947  wyjechał do Poznania. Około 10 listopada 1947  powiadomiony o penetracji przez agentów UB jego byłego wrocławskiego mieszkania, przeniósł się do Gliwic, a następnie do Spytkowic. 18 grudnia 1947, po powrocie z Gdańska, został ściągnięty przez Bronisława P. (aresztowanego 12 grudnia działacza Zarządu Obszaru Zachodniego) do Wrocławia na umówiony punkt kontaktowy, kontrolowany już przez funkcjonariuszy operacyjnych wojewódzkiego UB i aresztowany w zasadzce zorganizowanej we wrocławskim kościele Św. Józefa. W śledztwie był okrutnie torturowany.
10 sierpnia 1948, w procesie członków Zarządu Okręgu Wrocławskiego WiN, został skazany przez Wojskowy Sąd Rejonowy we Wrocławiu na karę śmierci.  Oskarżał prokurator Jan Orliński, wyrok wydał sędzia Zygmunt Bukowiński. 17 sierpnia 1948 r. został przetransportowany do więzienia karnego przy ul. Kleczkowskiej i osadzony w pojedynczej celi śmierci na oddziale II A w pawilonie I. 29 października 1948 r. Najwyższy Sąd Wojskowy w Warszawie utrzymał wyrok śmierci w mocy. 19 listopada Bolesław Bierut nie skorzystał z prawa łaski. 27 listopada 1948  o godz. 17.30 został rozstrzelany razem z mjr. Ludwikiem Marszałkiem, Władysławem Ciskiem i por. Janem Klamutem na terenie dziedzińca więzienia przy ul. Kleczkowskiej. Pochowano go w bezimiennym grobie na Cmentarzu Osobowickim.

## Galeria zdjęć

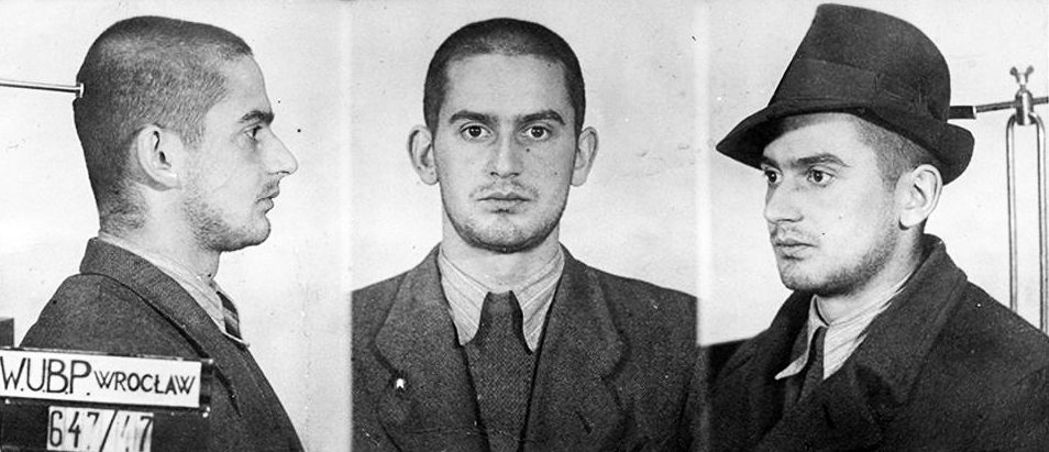
Stanisław Dydo po aresztowaniu przez MBP 1947
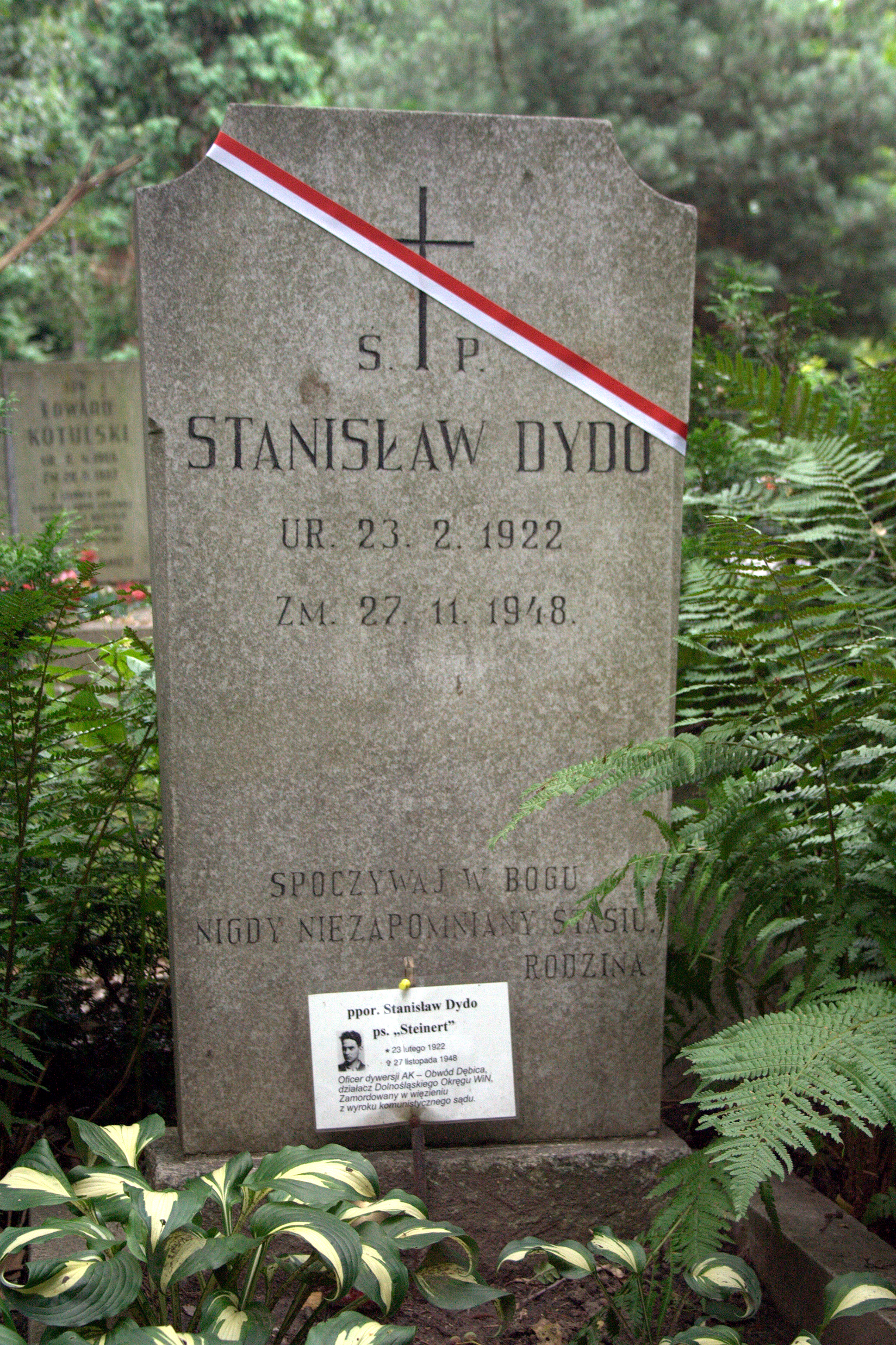
Grób Stanisława Dydo na Cmentarzu Osobowickim we Wrocławiu
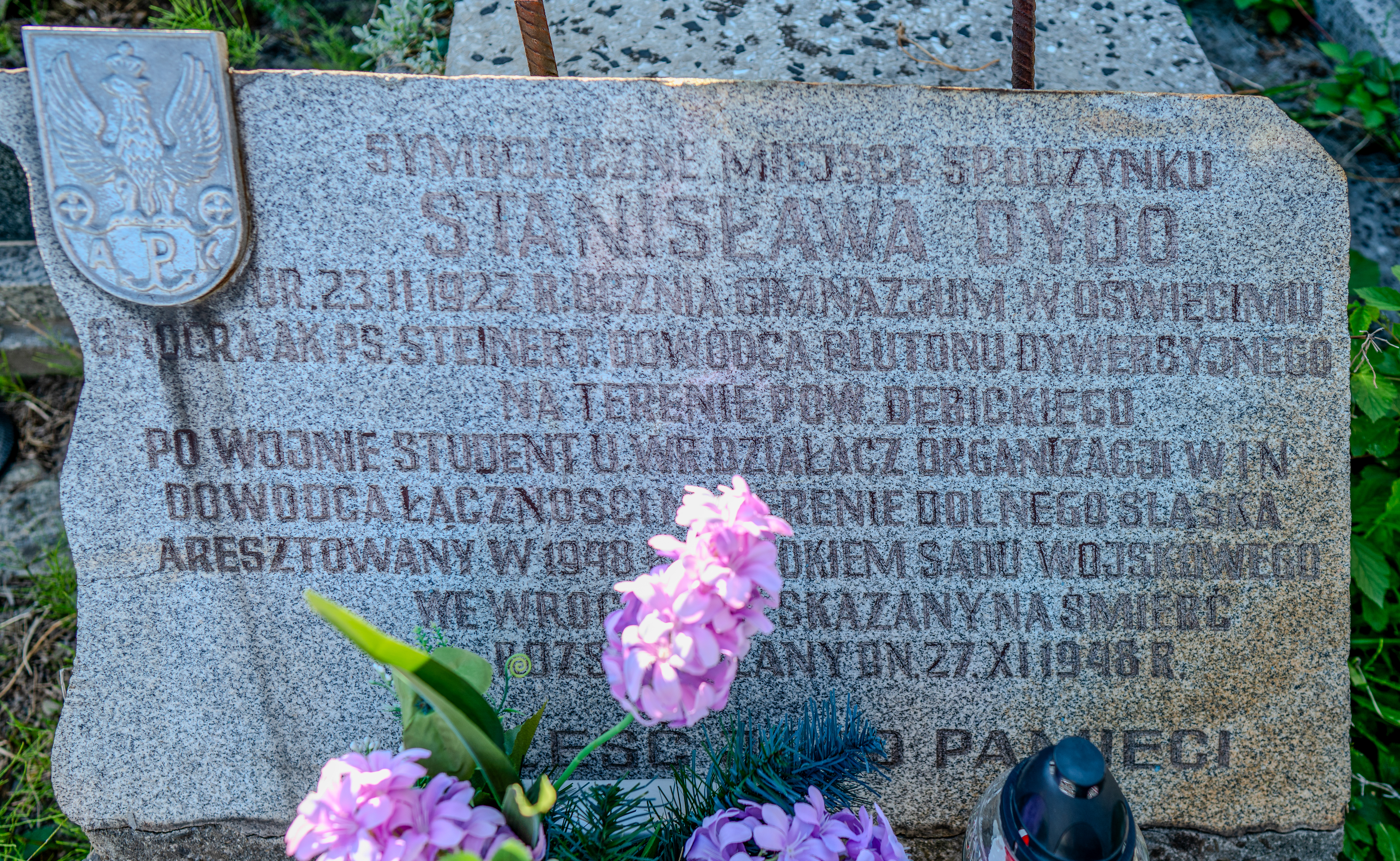
Symboliczny grób w Oświęcimiu
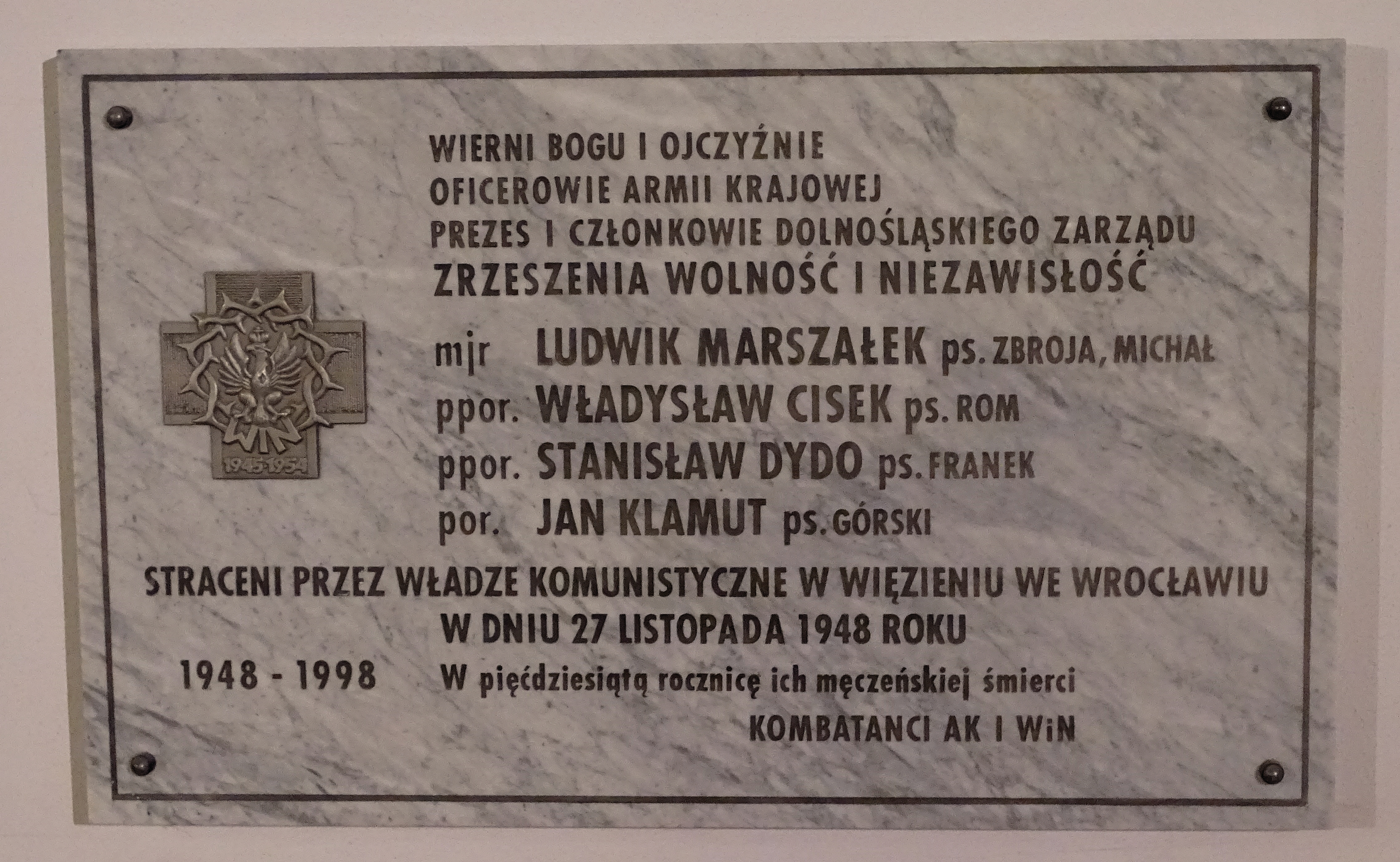
Tablica pamiątkowa ku czci oficerów dolnośląskiego zarządu Zrzeszenie Wolność i Niezawisłość, w tym S. Dydo. Kościół garnizonowy św. Elżbiety we Wrocławiu.